# 西蒙尼·佩罗塔
施蒙尼·柏路達（Simone Perrotta，1977年9月17日—）是一位意大利退役足球運動員，司職中場，曾效力多間意大利甲組球會，2006年7月協助意大利國家隊第四度奪得世界盃足球賽冠軍。
柏路達出生於英格蘭大曼徹斯特郡泰姆賽德區的Ashton-under-Lyne，他在6歲後與父母親移居意大利。他先後曾經效力里賈納、祖雲達斯、巴里及基爾禾。柏路達於2003年至04年意大利甲組聯賽在基爾禾表現突出，翌年被羅馬羅致加盟。
柏路達於2000年協助意大利21歲以下國家隊奪得歐洲U-21足球錦標賽冠軍，2002年11月首度替意大利國家隊上陣，先後為球隊出戰2004年歐洲國家盃及2006年世界盃足球賽，而後者更擊敗法國替意大利國家隊歷史性第四度奪得世界盃足球賽冠軍。
2013年6月29日，柏路達宣佈掛靴。

## 外部連結
- 個人檔案及有關數據（FootballDatabase.com） （页面存档备份，存于）